# Haminu Dramani
Haminu Dramani (* 1. April 1986 in Accra) ist ein ehemaliger ghanaischer Fußballspieler. Zuletzt spielte er 2016 beim FC Infonet Tallinn in der estnischen Meistriliiga.

## Karriere
Dramani, der seine Karriere in seiner Heimat bei Heart of Lions aus der Hauptstadt Accra begann, spielt seit 2005 in Europa. Auf Vermittlung seines damaligen Nationaltrainers Ratomir Dujković ging er zunächst zum Roter Stern Belgrad. Ein Jahr später wechselte er in die Türkei, wo er für Gençlerbirliği Ankara auflief. Zur Saison 2007/08 wechselte er für drei Millionen Euro zum russischen Traditionsclub Lokomotive Moskau.

## Nationalmannschaft
Dramani vertritt sein Land auch bei Länderspielen. Bei der Weltmeisterschaft 2006 bestritt er zwei Spiele für Ghana. Dabei gelang ihm im Spiel gegen die USA das Führungstor zum 1:0. Außerdem spielte er bei der 0:3-Niederlage im Achtelfinale gegen Brasilien.
Dramani sorgte bei der Weltmeisterschaft für Verwirrung, als auf offiziellen Dokumenten und damit auch auf seinem Trikot der Name mit Draman falsch geschrieben wurde.